# اوسوالدو خوزه مارتینز جونیور
اوسوالدو خوزه مارتینز جونیور (به پرتغالی: Osvaldo José Martins Júnior) هافبک اهل برزیل است که در شهر São Simão و در تاریخ ۷ ژوئیهٔ ۱۹۸۲ به دنیا آمده‌است.
اوسوالدو خوزه مارتینز جونیور در تیم‌های فوتبال شیمیزو اس-پالس سابقهٔ حضور دارد.